# Prêmio Emmy Kids Internacional 2014
A 3° cerimônia de entrega dos International Emmy Kids Awards (ou Prêmio Emmy Kids Internacional 2014) aconteceu em 20 de fevereiro de 2015 em Nova Iorque, EUA.

## Cerimônia
Os indicados para a 3º edição dos International Emmy Kids Awards foram anunciados pela Academia Internacional das Artes e Ciências Televisivas em 8 de outubro de 2014 em uma coletiva de imprensa. Vinte e três programas de 17 países disputaram o prêmio em 6 categorias.

## Vencedores
| Melhor Animação | Melhor Programa Pré-Escolar |
| --- | --- |
| - The Jungle Bunch - () - (TAT Productions/Master Films) - The Amazing Journey of Zamba - () - (Canal Paka Paka) - Burka Avenger - () - (Unicorn Black) - Strange Hill High - () - (FremantleMedia/CBBC/Factory Transmedia) | - Mike, o Cavaleiro - () (HIT Entertainment/Nelvana) - MK-X - () - (NRK) - Plaza Sésamo: Monstruos en Red - () (2&2 Producciones/Sesame Workshop/MinTIC/Canal 13) - TV Playhouse Tappity Tap - () - (KBS)                |
| Melhor Série | Melhor Telefilme ou Minissérie |
| - Polseres vermelles () (Televisió de Catalunya/Castelao Pictures) - Dance Academy () - (Werner Film Productions/ABC/ZDF) - Nowhere Boys () - (Matchbox Pictures) - Gaby Estrella () - (Gloob/Globosat)                     | - Alles mag - () - (BIND/VPRO) - Against the Wild - () - (Against The Wild Films) - Os Três Cabelos de Ouro do Diabo - () - (Bavaria Film/ARD/SWR)                                                                       |
| Melhor Programa de Entretenimento sem Roteiro | Melhor Programa Fatual |
| - Wild Kids - () - (Jarowskij/SVT) - Dienstags ein Held sein - () - (Gigaherz/SWR) - Let's Get Inventin' - () - (Luke Nola & Friends) - Where Are We Going, Dad? - () - (MBC)                                               | - ¿Con qué sueñas? - () - (Mi Chica Producciones/CNTV/TVN) - Heart & Soul - () - (1440 Productions) - Snoffe, döden och jag - () - (Dokumentärministeriet/SVT) - Think like a Crow! - The Scientific method - () - (NHK) |